# Akvilė Stapušaitytė
Akvilė Stapušaitytė (n. 25 març 1986) és una esportista lituana que competeix en bàdminton en la categoria individual. Ella va néixer a Tauragė, llavors República Socialista Soviètica de Lituània.

## Carrera
Akvilė va guanyar els Lithuanian National Badminton Championships el 2006 - 2014. YONEX Lithuania Open title winner. Ella va assistir als Jocs Olímpics de 2008 i va perdre davant Tine Rasmussen en la segona ronda. També va representar a Lituània als Jocs Olímpics de 2012 on va ser eliminat després de la fase de grups.

### Mèdia
Va ser nominada entre l'esportista amb més encant de 2013 a Lituània. El 2014 ella estava a la portada de la revista SportIN.